# Мінісателіти
Мінісателіти — тип тандемних повторів, ділянки ДНК, що складаються з коротких серій нуклеотидів довжиною 10-100 bp, число яких дуже варіабельне, вони знайдені більш ніж в 1000 місцях в геномі людини. Деякі мінісателіти містять центральну ділянку (або «ядро»), послідовність нуклеотидів «GGGCAGGAXG» (де X може бути будь-яким нуклеотидом) або більш загально на одному з ланцюжків переважають пурини, а на іншому — піримідини. Запропоновано, що ця послідовність по суті заохочує хромосомні перестановки ДНК. Згідно з альтернативними моделями, ця послідовність заохочує розриви подвійної спіралі ДНК, що є першопричиною варіації числа мінісателітів. Соматичні зміни, як запропоновано, походять через труднощі реплікації (що може приводити до пропуску деяких повторів, серед інших ефектів). Коли такі події відбуваються, виникають помилки реплікації, в результаті чого число мінісателітів змінюється від одного індивідуума до іншого в понад 1000 ділянок геному людини, таким чином роблячи їх число унікальним для цього індивідуума. Найбільш мінливою описаною ділянкою мінісателітів в геномі людини є локус CEB1 (D2S90). Ця мінливість робить мінісателіти зручними для використання їх в методі генетичного фінґерпритингу.